# 京口区
京口区是中國江苏省镇江市的一个市辖区。1984年，由镇江市城区改名。
区名来源于镇江古称京口，是镇江市的最早的政治、经济、科技和文化中心。目前名义上管辖镇江新区的丁卯地区和大港地区。京沪铁路穿境而过，镇瑞铁路将镇江大港港口与京沪铁路直接相连。长江和京杭大运河在区内交汇。区内有江苏大学、江苏科技大学、镇江高等专科学校（大专）、中国人民解放军镇江船艇学院、江苏省交通技师学院（大专）。區人民政府駐学府路31号。区域总面积为346.76平方公里。

## 历史
西周时，其地属宜的封地。“宜”是吴和吴文化的发祥地之一，春秋时京口时属朱方邑，后朱方改谷阳。至秦始皇三十七年（公元前210年），秦始皇东巡会稽，途经京岘山见有王者气，命三千赭衣徒凿断龙脉，以败王气，故改名丹徒县。京岘山西北有雄伟的北固山，那个时代它的后峰伸入江中，北固山的后峰、中峰、前峰起伏连绵，前峰环抱着开阔高平地块，古人把前峰一带称之为京，取义为《尔雅》的“丘绝高曰京”，口指北固山下的江口。东汉末年，孙权称霸江东，于公元209年将苏州的根据地迁至京口，在北固山前峰筑铁瓮城，号称“京”、“京城”。六朝时，京口是长江下游军事重镇。
民国时期，为镇江县县城所在。1949年4月，解放军占领镇江县。新政权分设镇江市、丹徒县。市区及近郊归镇江市管辖，乡镇归丹徒县管辖。1983年，实行市管县体制，镇江市由江苏省管辖，丹徒县划归镇江市领导。同时，镇江市市区分设为城区和郊区。1984年10月，镇江市城区、郊区分别更名为京口区、润州区。
1992年10月，镇江市行政区划调整，古运河以东的大市口、四牌楼、健康路、正东路4个街道，象山、汝山、丹徒、谏壁4个乡镇和甘露茶叶实验场，为京口区管辖范围。2011年7月22日，京口区人民政府根撤销象山镇和谏壁镇，分设象山街道和谏壁街道。2017年年底，京口区辖大市口、四牌楼、健康路、正东路、象山和谏壁6个街道办事处以及京口工业园区、新民洲临港产业园区（江苏省京口现代农业产业园区）。

## 人口
根據第七次全国人口普查數據顯示，截至2020年11月1日零時，京口區常住人口為355757人，佔鎮江市總人口的11.08%。

## 旅游

### 北固山风景区

#### 简介
镇江“三山”之一。其因三国时期孙刘联姻而扬名。

#### 景点
- 古甘露寺
- 北固楼
- 望江亭
- 多景楼
- 古东吴古道
- 刘备孙权试剑石
- 唐代北固铁塔
- 佛祖舍利
- 鲁肃墓
- 太史慈墓
- 孙尚香望江亭
- 连沧观
- 京口宝鼎
- 柳永墓：北固山东麓宋代著名词人柳永墓碑
- 铁瓮城：古东吴的军事城堡，由孙权所建造

### 焦山风景区

#### 简介
镇江“三山”之一。因其满山苍翠而又位于江中，被誉为“江中浮玉”。

#### 景点
- 定慧寺：唐代建筑风格寺庙，建于东汉興平年间，距今已有1800多年历史。原名普济寺，宋朝时称普济禅院，元代改称焦山寺，清康熙南巡来游焦山时将春改名为"定慧寺"，一直沿用至今。
- 萬佛塔
- 海云堂、枕江阁：蒋介石与宋美龄情定焦山（蒋介石先生与宋美龄女士在1927年第一次约会居住的地方）
- 焦山佛学院：学院始创于1934年，由时任镇江焦山定慧寺寺方丈智光法师（1889-1963）倡导办学并首任院长。学僧毕业后，多数充任各寺院监院、住持，其中有成为世界著名高僧者，如星云法师、美国纽约仁俊法师、夏威夷虚云寺住持知定法师、澳大利亚悉尼观音寺方丈法宗法师、新加坡菩提阁松年法师、香港大屿山宝莲寺前任方丈圣一法师、鹿野苑住持达道法师、台湾金山分院悟一法师、南山放生寺莲航法师、苏州寒山寺性空法师、茗山法师等均系焦山佛学院毕业生
- 象山古炮台
- 焦山古炮台
- 瘗鹤铭
- 乾隆行宫
- 不波亭
- 东泠泉
- 御碑亭
- 观澜阁
- 宝墨轩
- 华严阁
- 摩崖石刻
- 三诏洞
- 壮观亭
- 别峰庵：郑板桥读书处
- 百寿亭
- 吸江楼

### 梦溪园

#### 简介
为北宋科学家沈括晚年定居地和《梦溪笔谈》成书处，原在北宋润州朱方门外子城下，建于元丰八年（1085），沈括在此居住至元祐七年（1092），梦溪之名得自于沈括早年曾梦遇一小山小溪、花木似锦之地，后途经镇江时，见此处恰如所梦，遂于此定居。

### 五柳堂

#### 简介
位于中国江苏省镇江市京口区演军巷16号的一座明清民居建筑群，主人陶氏系五柳先生陶潜后人，乾隆年间由江西浔阳迁居镇江，以络丝起家，至陶蓬先一代时发展成为当地丝绸业巨擘，题此堂名以示对先人的尊崇。

### 张云鹏故居

#### 简介
位于中国江苏省镇江市京口区仓巷69号的一处近代民居建筑群，建于清末民初，主人张云鹏为民国时期镇江的著名中医和收藏家，现仍为其后人居住[1]。故居坐北朝南，共分四进庭院，呈江南园林庭院式布局，2000年其保护性修缮曾获得联合国教科文组织亚太地区文化遗产保护杰出项目奖。张鹏故居又名张庐，该建筑由原同盟会会员张鹏建于民国十九年（1930）前后，为中西合璧的花园式别墅，由三栋并列的两层砖木结构楼房组成，呈“凹”字型，屋前原辟有栽植牡丹等名贵花木的花园，故挑出亭阁式阳台以便凭栏赏花观景。

### 刘景韶旧居

#### 简介
位于中国江苏省镇江市京口区永安路30号（原尚友新村6号），为建于民国的砖木结构楼房，古琴梅庵琴派艺术教育家刘景韶在镇江的住所，今为其创办的梦溪琴社所在地和琴友雅集场所之一。郭礼征旧居位于中国江苏省镇江市京口区东荷花塘102号（三阳巷67-1号），为建于清末民初（1920年前）的回廊式二层砖木结构楼房，近代民族资本家、镇江大照电灯公司创办人之一郭礼征在镇江的住所（原靠近大照电灯公司），今存前后两进。

### 古泮泉

#### 简介
位于中国江苏省镇江市京口区东门坡北段路东的一处古泉，由一对泉栏均呈八角形的泉池组成，分别高0.34米、口径0.46米和高0.44米、口径0.55米，其后为明万历二十六年（1598年）由丹徒知县庞时雍所立石碑。该泉传旧在镇江府学内西侧，北宋元祐时凿泉得石刻“泮泉”二字，故名，至明景泰时府学迁址，泉则流入民间。

### 宗泽墓

#### 简介
位于中国江苏省镇江市东北郊宗泽山北麓（此山为京岘山东北余脉），今京口区宗泽路中段南侧的宗泽纪念园内，为宋代名将宗泽与夫人陈氏合葬之墓。最初为陈氏所葬，南宋建炎二年（1128）宗泽病逝后与其合葬。该墓坐南朝北，前为长90米、宽2.5米的墓道，尽头为民国二十六年（1937）修缮时所立牌坊，原横匾上刻“民族之光”（今已改为“宗泽墓”），两侧方柱上刻易君左所题对联，后为墓冢。

### 油库墩土墩墓

#### 简介
体现古城镇江3000年文明史的文物，位于市东南郊谏壁镇，属于西周、春秋时期遗址，土墩呈馒首状，底径60余米、高8米，筑于滨临长江边的土丘冈上。

### 烟墩山

#### 简介
海拔约54米，峙立长江南岸，山顶坡原有四座土墩，故又名四墩山。1954年6月，一件珍贵的青铜器岀土于江苏省江苏镇江大港镇烟墩山，消息一出，立即受到社会各界关注。 这就是闻名遐迩的“宜侯夨簋”。东朱家湾土墩墓群，位于大港镇聂家东朱家湾村北烟墩山顶，属于周代遗址。

### 宝塔山公园

#### 简介
又称中日友谊梅樱园，位于城区东南鼎石山上。园内建筑也极富特色，既有中华园林格调，又有日本园林风韵。
据清《丹徒县志》记载：“鼎石山在城东南三里，有塔。明末由寿邱山迁址”。 元《镇江志》载：普照寺在寿邱山麓。原为南朝宋武帝的故宅。南朝陈时创建寺庙，名慈和寺，宋朝称延庆寺，南宋绍兴中改名普照寺。因泗州僧伽塔也建了塔院，供奉僧伽像。名为“普照宝庆”。明代张风翼将寿邱山的僧伽塔移建于鼎石山。
鼎石山下有都天庙、痧神庙等，毁于日军炮火。

#### 景点
- 僧伽塔：砖塔，造型别致，建筑雄伟。塔内木结构部分于光绪年间遭雷击毁。塔高32米，塔基直径7米，八面七层，六层有梯，梯对角盘旋而上，每层有四门，交错而升，塔周围以石栏。明至清代，几经衰败。1962年发掘塔基地宫时，得鎏金小铁塔等文物。1981年拨专款修复，勒“古僧伽塔”石额。僧伽塔现为镇江市级文物保护单位。
- 龚自珍诗碑
- 学子亭
- 红梅阁
- 楠香亭
- 祈天池
- 樱花小筑

## 地理
京口区地处宁镇山脉东段，属宁镇扬丘陵地区和长江冲积平原区。除新民洲为长江的江中沙洲外，其他基本上形成以丘陵岗坡地为主的地形特征。沿江低地系近代由长江泥沙淤积而成。地势中部高，东、西及沿江地带地势平坦，岗坡丘陵穿插其间。中部有焦山、北固山、象山、汝山、京岘山、老山、鼎石山和焦顶山，由北至南排列。

### 行政区划
京口区下辖8个街道办事处、3个镇，61个社区、5个行政村：
正东路街道、健康路街道、大市口街道、四牌楼街道、象山街道、谏壁街道、丁卯街道、大港街道、姚桥镇、大路镇、丁岗镇、京口经济开发区和共青团农场。
丁卯街道、大港街道、姚桥镇、大路镇、丁岗镇由镇江新区托管。
辖区总面积95.9813平方公里，其中四牌楼街道4.0983平方公里、大市口街道2.3176平方公里、健康路街道1.8921平方公里、正东路街道4.9270平方公里、象山街道22.5587平方公里、谏壁街道32.5124平方公里、新民洲20.6853平方公里、长江水域6.9899平方公里。